# 紀伊宮原站
紀伊宮原站（日语：／ Kii-Miyahara eki */?）是位於和歌山縣有田市宮原町瀧川原，屬於西日本旅客鐵道（JR西日本）的紀勢本線（紀國線）車站。

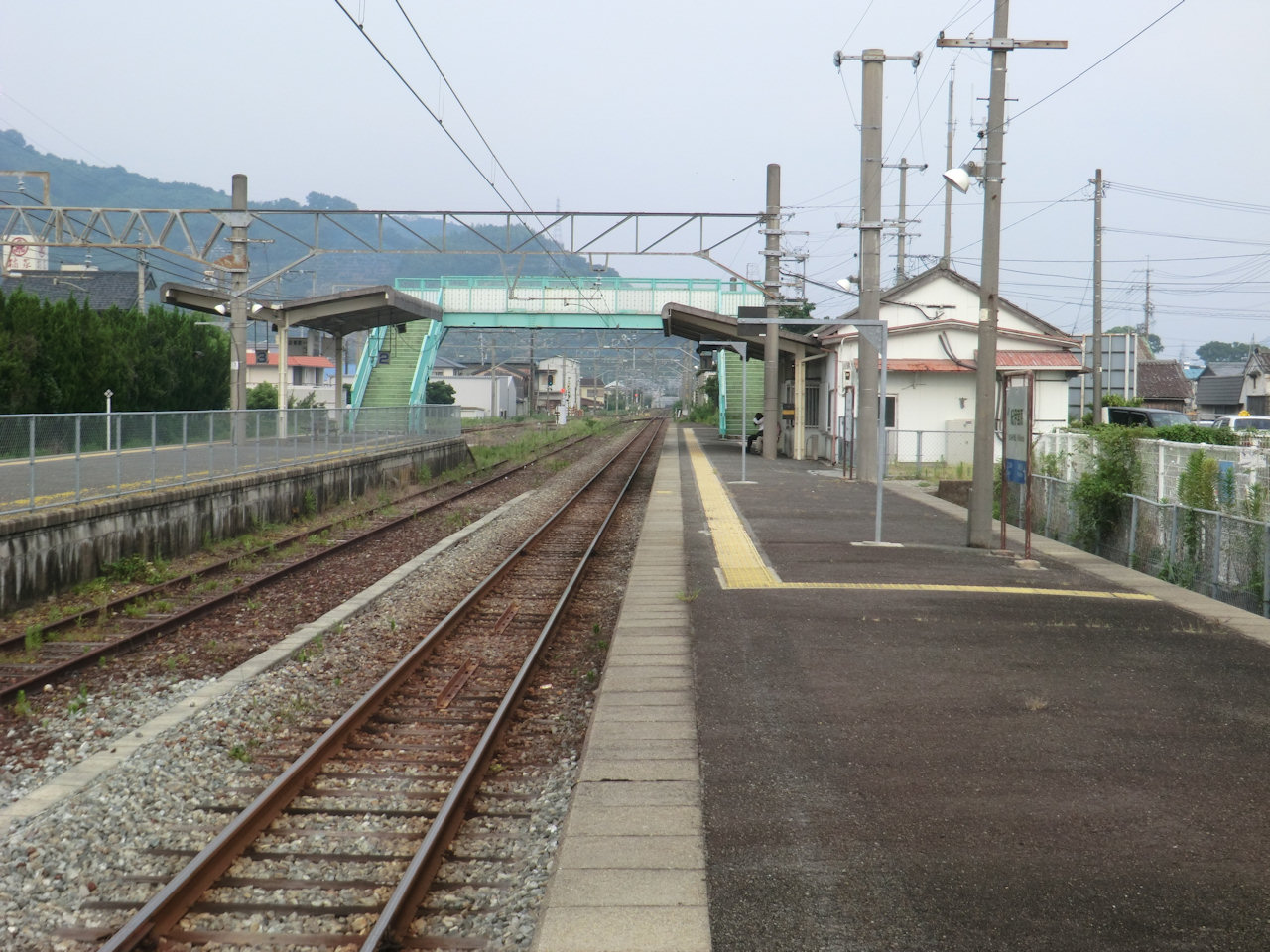
月台(2012年7月)

## 歷史
- 1925年（大正14年）12月11日 - 國鐵紀勢西線箕島站至此站開通，此站啟用[1]。
- 1926年（大正15年）8月8日 - 國鐵紀勢西線此站至藤並站開通[1]。
- 1959年（昭和34年）7月15日 - 國鐵三木里站至新鹿站之間開通，同時路線由紀勢西線改名為紀勢本線[1]。
- 1987年（昭和62年）4月1日 - 伴隨國鐵分割民營化，車站由西日本旅客鐵道（JR西日本）營運[1]。
- 2020年（令和2年）3月14日 - 車站可以使用「ICOCA」等交通系IC卡[2]。

## 車站構造
本站為地面車站，設有2面2線的單式月台。上行列車（新宮方向）使用3號月台，下行列車（和歌山方向）使用1號月台。此站曾設有1面1線的單式月台和2面3線的島式月台，共設2面3線的混合式月台，在中間的月台為待避線。中間2號月台在2007年停止使用，場內和出發信號機也停止使用。該月台加設圍欄封閉，路軌和架空電纜也已經撒走，使現時只有2面2線的月台。站房位於1號月台側邊，設有跨線橋連接3號月台。
此站由御坊站管理，並委托JR西日本MAINTEC進行車站業務，為業務委託車站。站内設有POS終端。截至2019年9月，ICOCA等交通系IC卡無法在此站使用。

### 月台
| 月台 | 路線   | 方向               |
| ---- | ------ | ------------------ |
| 1    | 紀國線 | 和歌山、天王寺方向 |
| 3    | 紀國線 | 御坊、新宮方向     |

- 以上的路線名是使用旅客資訊上的名稱（愛稱）。
- 上述已經提及，現時沒有2號月台。

## 使用狀況
以下列出近年1日平均乘車人次。
| 年度   | 一日平均 乘車人次 |
| ------ | ----------------- |
| 1998年 | 818               |
| 1999年 | 775               |
| 2000年 | 748               |
| 2001年 | 739               |
| 2002年 | 695               |
| 2003年 | 684               |
| 2004年 | 683               |
| 2005年 | 643               |
| 2006年 | 611               |
| 2007年 | 579               |
| 2008年 | 555               |
| 2009年 | 522               |
| 2010年 | 528               |
| 2011年 | 530               |
| 2012年 | 538               |
| 2013年 | 586               |
| 2014年 | 605               |
| 2015年 | 623               |
| 2016年 | 613               |
| 2017年 | 605               |

## 車站周邊
- 和歌山縣立箕島高等學校宮原校舍（日语：和歌山県立箕島高等学校宮原校舎）
- 有田市立文成中學
- 有田市立宮原小學
- 有田市立宮原幼兒園
- 宮原郵局
- JA有田（日语：JAありだ）宮原分所
- Home Plaza NAFCO（日语：ホームプラザナフコ）和歌山有田店
- K's電機（日语：ケーズデンキ）有田店
- WORKMAN（日语：ワークマン）有田店
- 熊野古道接觸廣場
- 宮原之渡遺址
- 熊野古道歴史民俗資料館
- 有田川
- 國道480號（日语：国道480号）
- 國道42號

## 相鄰車站
西日本旅客鐵道
 紀國線（紀勢本線）
■快速
通過
■普通（包括在阪和線內的快速及紀州路快速列車）
藤並－紀伊宮原－箕島

## 注腳
1. 1 2 3 4 5  曾根悟（監修）. 朝日新聞出版分冊百科編集部（編集） , 编. . 朝日百科週刊. 25號 紀勢本線、參宮線、名松線. 朝日新聞出版. 2010-01-10: 18–21.
2. ↑  ２０２０年春ダイヤ改正について （页面存档备份，存于） JR西日本和歌山分社 2019年12月13日發布，2020年3月7日參閱
3. ↑  . JR出門網. 西日本旅客鐵道.   [2019年9月15日]. （原始内容存档于2019年9月15日）.
4. ↑  『和歌山縣統計年鑑』及『和歌山縣公共交通機關等資料集』

## 外部連結
- 紀伊宮原｜車站資訊：JR出門網 - 西日本旅客鐵道